# Källare

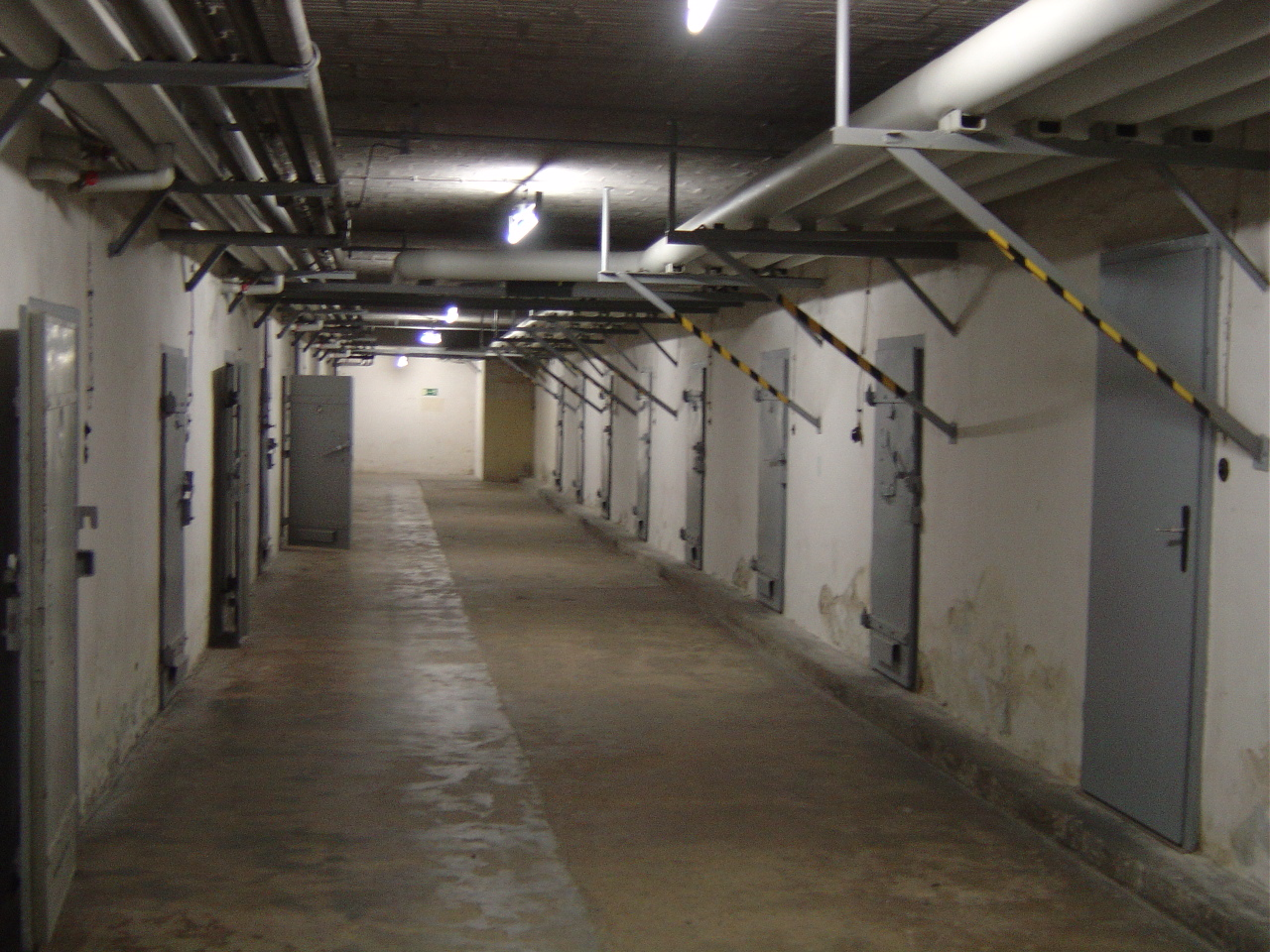
En källare.

Källare (KV) kan finnas i hus och utgörs av våningsplan som ligger helt eller delvis under markytan. I bostadshus finns oftast bara en källarvåning. En del hus, oftast större byggnader som till exempel sjukhus, kan ha mer än ett källarplan. I källarplanen under större sjukhus kan underjordiska tunnelsystem, så kallade kulvertar som binder samman olika byggnader på exempelvis ett sjukhusområde finnas. I hissar förkortas det till KV.

## Etymologi
Ordet "källare" kommer från latinets cellarium, "förrådsrum", "källare".